# Liqiao Shuiku
Liqiao Shuiku (kinesiska: 李桥水库) är en reservoar i Kina. Den ligger i provinsen Gansu, i den nordvästra delen av landet, omkring 370 kilometer nordväst om provinshuvudstaden Lanzhou. Liqiao Shuiku ligger 2 198 meter över havet. Trakten runt Liqiao Shuiku består i huvudsak av gräsmarker.
Genomsnittlig årsnederbörd är 409 millimeter. Den regnigaste månaden är juli, med i genomsnitt 111 mm nederbörd, och den torraste är januari, med 2 mm nederbörd.